# Haldorus parallelocornis
Haldorus parallelocornis är en insektsart som beskrevs av Rauno E. Linnavuori 1955. Haldorus parallelocornis ingår i släktet Haldorus och familjen dvärgstritar. Utöver nominatformen finns också underarten H. p. inaequalis.